# Ройтфарб Григорій Зельманович
Григорій Зельманович Ройтфарб (7 листопада 1937, Житомир) — український, російський та ізраїльський тромбоніст; педагог, автор методичних праць. Викладав, зокрема, у Житомирському музичному училищі ім. В. Косенка та Казанській державній консерваторії ім. Н. Жиганова. З 2000 року мешкає і працює в Ізраїлі.

## Освіта
У 1952–1956 роках навчався у Житомирському музичному училищі ім. В. Косенка (клас викладача З. З. Ройтфарб) по класу скрипки і тромбона. У 1962–1966 — у Казанській державній консерваторії (клас викладача Ш. Незамутдинова).

## Виконавська діяльність
У 1957–1959 роках — музикант військового оркестру штабу Забайкальського військового округу.
З 1969 року соліст Татарського театру опери і балету ім. М. Джаліля. З 1970 року соліст оркестру Татарської філармонії. Отримав звання Заслуженого артиста ТАРСР (1980), народного артиста Республіки Татарстан (1987). Соліст державного симфонічного оркестру Республіки Татарстан.
З 2000 року — соліст симфонічного оркестру міста Раанани.
Ройтфарб працював з такими відомими диригентами, як Н. Рахлін, Ф. Мансуров, І. Шерман, О. Коган, Г.Проваторов, М. Ростропович, К. Остерайхер, Ю. Мюллер, Ю. Тояма та інші. Разом з оркестром Татарського оперного театру виступав в Іспанії, Німеччині, Польщі, Португалії, Данії, Франції, Голландії та інших країнах.
Виступав в різних ансамблевих складах спільно з такими видатними музикантами сучасності, як М. Ростропович, Е. Гілельс, Г. Кремер, Н. Гутман, Б. Гольдштейн, М. Венгеров, В. Третьяков, Я. Зак.
Український диригент Натан Рахлін писав про Ройтфарба:
|  | Відмінний тромбоніст-віртуоз, творча діяльність якого, крім бездоганної майстерності відрізняється своєрідною чарівністю, яка сприятливо позначається на взаємовідносинах. Він заражає вимогливістю, фанатичної відданістю музиці. |

## Викладацька діяльність
Значимою є діяльність Григорія Ройтфарба як педагога. Він викладав у Житомирському музичному училищі (1959–1962), потім у Казанській державній консерваторії ім. Н. Г. Жиганова (професор, завідувач кафедри мідних духових інструментів у 1993–1996). З 2000 року — професор Єрусалимської Академії музики і танцю ім. С. Рубіна.
Серед учнів ― висококваліфіковані виконавці, які працюють у різних симфонічних оркестрах, є викладачами престижних закладів. У Григорія Ройтфарба, зокрема, навчався В'ячеслав Старченко — заслужений працівник культури УРСР, зав. кафедрою Рівненського інституту культури.
На відкритому міжнародному фестивалі музики для духових і ударних інструментів (Казань, 1994 рік) квартет тромбонів Казанської державної консерваторії під керівництвом Григорія Ройтфарба зайняв I місце.

## Методичні праці
Григорій Ройтфарб є автором численних наукових і методичних розробок, в який на високому професійному рівні висвітлю проблеми виконавства на мідних духових інструментах, докладно розглядає будову м'язів людини і закономірності їх рухової діяльності. Серед його праць:
- (рос.) «Физиология мышечной деятельности и развитие амбушюра исполнителей на медных духовых инструментах» (Казань, 1995 рік).
- (рос.) «Школа ежедневных упражнений для тромбона» (Казань, 1994 рік).

У 2004 році в Тель-Авіві у видавництві «ArtonMusik publisbing» вийшло перекладення його «Школа ежедневных упражнений» для валторни (англійською мовою), яке здійснив Олександр Гусєв, випускник Джуліанської Академії музики.